# Teatro Verdi
Novo kazalište – Teatro Verdi bilo je kazalište u Zadru osnovano 1865. godine.  
Prema spisima kazališta, zamisao o podizanju novog kazališta (Teatra Nuovo) u Zadru došla je od glazbenika i glazbenog kritičara Giovannia Salghettija-Driollija, člana obitelji u čijem je vlasništvu bila tvornica maraskina. Podržali su ga ugledni Zadrani Natale Filippi, Simeone Cattich, Antonio de Stermich, Nicolo Luxardo, Giuseppe Perlini koji su osnovali dioničarsko društvo Novog kazališta (Societa per Azioni del Teatro Nuovo) na čelu s Natalom Filippijem. Društvo je od grofova Lantana kupilo oronuli dvorac, nekoć boravište ninskoga biskupa, okružen vrtovima u blizini crkve Gospe od Zdravlja (tadašnja Kazališna ulica). Rušenjem stare građevine dobiven je prostor pogodan za izgradnju suvremene i reprezentativne zgrade kazališta u skladu s modom i stilom onoga vremena.
Prva zadarska kazališna zgrada pod nazivom Teatro Nobile (Plemićko kazalište) sagrađena je u tadašnjem glavnom gradu Dalmacije još 1783. godine, dok je zgrada drugog velikog kazališta – Novog kazališta – svečano otvorena dana 7. listopada 1865. godine izvedbom Verdijeve opere Krabuljni ples (Un Ballo in maschera). 
Novo kazalište bilo je odraz sjaja, bogatstva i političke moći tadašnjeg Zadra. Sačuvano je dovoljno pisanih dokumenata o projektiranju i gradnji kazališta koje je bilo najveće i najljepše na istočnoj obali Jadrana. Njegovom izgradnjom sredinom 19. stoljeća stigao je u Zadar i Dalmaciju sjevernotalijanski historicizam, s neizbježnim reminiscencijama na renesansu i klasicizam.

## Izgradnja i izgled kazališta
Pokretači gradnje bili su dr. Šimun Katić, dr. Antonio Stermich i predsjednik komisije dr. Natale Filippi. Oni su 1863. otkupili zgradu obitelji Lantana br. 414 na Trgu Gospe od kaštela, čijim je rušenjem dobiven nepravilan pravokutni prostor, koji je s dviju strana graničio s vojnim posjedom (Lančana vrata, Trg tri bunara s Perivojem Gospe od zdravlja, Arsenal), jugozapadnom kraćom stranom s ulicom Via Catena, a unutrašnjom nepravilnom stranom s vrtovima i neizgrađenim terenima koji su se protezali do katedrale Sv. Stošije.
Članovi spomenute komisije stupili su u kontakt s arhitektom dr. Enricom Trevisanatom iz Venecije koji je dotad već sagradio neka kazališta (npr. Teatro dell'Armonia u Trstu). Trevisanato je prvu skicu pročelja kazališta poslao 18. srpnja 1863., no predsjednik komisije dr. Natale Filippi, koji je uvelike utjecao na izgled kazališta, predložio je izmjene, korekcije i dao sugestije za lože, pročelja, dvoranu i galeriju. 
Luksuzno opremljeno, kazalište je imalo čak tri dvorane: kazališnu, koncertnu i plesnu dvoranu. Na unutrašnjoj opremi radili su najbolji majstori iz Venecije i Beča, a prostor gledališta mogao je primiti čak tisuću i petsto gledatelja dok je u tom razdoblju grad imao od osam do deset tisuća stanovnika.
Izgradnja je započela 25. travnja 1864. godine i od početka se nastojalo da kazalište bude najreprezentativnije u Dalmaciji. U to vrijeme već pet godina postoji kazalište Bajamonti u Splitu, a gradi se i novo kazalište u Dubrovniku.
Nadglednik radova bio je inženjer Mihovil Klaić, a unutrašnju konstrukciju loža radili su u srpnju 1864. drvodjelci Francesco Fabrovich i Caprara. Za unutrašnje ukrašavanje kazališta uposlen je Carlo Franco koji je pod izravnim rukovodstvom arhitekta Trevisanata već od kraja 1864. izrađivao nacrte za drvorezbarske i druge ukrase te za pozlatu po uzoru na Teatro Fenice u Veneciji. 
Carlo Franco izveo je radove obrade stropa cijelog kazališta i pozornice, izrade arhitrava, pilastra i friza pozornice, zatim izrade perforiranih željeznih lampiona za svjetiljke, podstavljanje platnom svih 75 loža, ukrašavanje carske lože i ostale pozlatarske radove.
Oslikavanje je povjereno venecijanskim slikarima Antoniju Zuccaru i Carlu Mateshegu. Zuccaro je na stropu kazališta naslikao Pobjedu civilizacije (Trionfo della Civiltà), a Matesheg izradio ornamentne ukrase prema nacrtima arhitekta Trevisananata, oslikao dijelove stropa, vanjske dijelove loža, ogradu međukata i izradio cvjetove prvog reda s plavom i crvenom podlogom.

Za izrade u štukaturi bio je pozvan tršćanski majstor Leone Bottinelli koji je izradio karijatide u koncertnoj dvorani i ukrase u predvorju zgrade.
 Marija Stagličić, autorica brojnih članaka o zadarskoj arhitekturi i urbanistici u 19. st., navodi da su: „za izgradnju i opremu kazališta, birani vrhunski zanatlije i skupocjeni materijali, kako ne bi zaostajalo od drugih kazališta u Carevini. Kazalište je imalo čak tri dvorane predviđene za javna događanja: kazališnu, koncertnu i plesnu, a samo je kazališna mogla primiti oko tisuću petsto gledatelja u sklopu partera, tri reda loža i galerije.“
Kazalište je svečano otvoreno dana 7. listopada 1865. godine, o čemu svjedoči sačuvan zapis Giuseppe Sabalicha:
"Vanjski ukras je neke vrste renesansnog stila. Na prednjoj strani glavnog ulaznog pročelja, iznad pet glavnih velikih prozora, koji su postavljeni nad arkadama trijema, u pet niša postavljena su poprsja ... Pročelje prema čistini Kaštela sadrži istu arhitekturu; sjeverno i južno pročelje nisu obrađeni.
Unutrašnjost. Predvorje je vrlo nalik renesansi. Polukrug kazališta odudara od vanjskog dijela, jer je u čistom maurskom stilu. U polukrugu su tri reda loža koje završavaju vrlo širokom galerijom. Prostor može primiti tisuću i pet stotina gledatelja."
Sabalich nadalje navodi da je duljina zgrade po uzdužnoj osi 44,5 m, širina loža 11 m, a visina 9 m, dubina pozornice 10 m. 
Dvorana za koncerte bila je vrlo otmjena i mogla je primiti četiri stotine osoba. Imala je posebno izrađene parkete, dva velika lustera i tri ogromna ogledala. U istoj koncertnoj dvorani, zadarska Filharmonija nastupala je šest do osam puta godišnje. Dvorana se nalazila na drugom katu, imala je 400 sjedećih mjesta, a veličinom je bila „kao ona u Appollineu“. Galerija koncertne dvorane zamišljena je kao foaje bečkoga kazališta, a ukrasi poput carske palače u Potsdamu. Prema Sabalichu, u koncertnoj dvorani: „do stropa je stil kao i u predvorju. Imposti lukova galerije ukrašeni su karijatidama. Strop je hirovitog stila maurske intonacije. Isti stil je u dodatnim salonima… Glavna sala s izrađenim parketima ima dva otmjena 'lustres' i tri ogromna ogledala, izvrsnih njemačkih tvornica. Sala može primiti četiri stotine osoba.“ Glavno (zapadno) pročelje gledalo je na današnju Ul. Jurja Bijankinija. Kroz petora vrata ulazilo se u vestibul, pa atrij kazališta. Tu se nalazila kavana, dvorana za odmor i pušenje. 

Prema  sačuvanim nacrtima iz 1897. te fotografijama zadarski Teatro Verdi svojom suzdržanom, neorenesansnom vanjštinom nije nagovještavalo bogatu i maštovito ukrašenu unutrašnjost. Posebno dekorativne bile su lože, njih ukupno 75, koje su se prostirale u tri niza, svaki s 12 sa svake strane. Dana 9. ožujka 1901. povodom smrti Giuseppea Verdija održala se Commemorazione Verdiana. Prihod koji je skupljen te večeri bio je namijenjen podizanju Verdijeve biste koju je izradio zadarski umjetnik Bruno Bersa. Od te godine Novo kazalište mijenja naziv u Teatro „Giuseppe Verdi“.  

## Poslovanje i održavanje kazališta
Podaci o poslovanju kazališta i njegove uprave se mogu pronaći u arhivskom fondu Kazališta Verdi. Statutom je bilo određeno da dioničari uplaćuju godišnji iznos, ne veći od dvadeset fiorina, namijenjen za potporu održavanja predstava. Nedugo zatim, dioničari su morali ulagati u održavanje loža, naknade po dionici, izvanredne radove, popravke itd. Uzimajući u obzir sve navedene izdatke, da se zaključiti da biti dioničar kazališta nije toliko unosan poduhvat, koliko pridonosi časti i društvenom statusu. Prvenstveni iznos financija za kazalište su bile ulaznice, iznajmljivanje dvorana te loža trećeg reda. Za kontrolu karata i za iznajmljivanje privatnih loža su bili zaduženi posebni službenici. Za vrijeme talijanske uprave na određene dane je ulaz i korištenje loža bilo besplatno, kao na primjer za proslavu Celebrazione di pane.
Troškovi poslovanja su obuhvaćali i nabavu tehničke opreme. Za vrijeme austrijske uprave najviše se dobavljalo iz tvrtki iz Beča, Trsta i Haide, dok se za vrijeme talijanske uprave dobavljalo iz Milana. Mnoštvo noviteta na tržištu se u Zadru prihvaćalo sa zadovoljstvom, zbog čega se kao grad uvelike izdvajao od okolice, pogotovo unutrašnjosti Dalmacije u kojem se još uvijek moglo pronaći hajdučije.

## Umjetnici i operne trupe

### Opere
Iz sačuvanih arhivskih dokumenata saznaje se da je zadarsko kazalište komuniciralo s mnogo različitih osoba, odnosno agenata i agencija iz gradova poput Milana, Beča, Bologne, Trsta, Venecije itd. Sačuvani operni plakati nude nešto manje informacija, ali ipak, i iz njih saznajemo informacije o osobama važnima za Teatro Verdi. Saznajemo o  gostujućim opernim trupama poput Compagnia Sociale Romana iz Rima ili Compagna Italiana di operette comiche iz Bologne. Uz njih, saznajemo i o uspjesima družina iz Milana, ali i o debaklu družine iz Venecije. Sezone 1906., zadarska je publika vrlo jasno pokazala što misli o nastupu ove družine pa je već prva izvedba opere Rigoletto izviždana, a ona Lucie di Lammermoor čak je obustavljena zbog loših pjevača. Prema opernim plakatima, u Rigolettu je pjevala Giorgina Savaglio, u Lucii de Lammermoor Ida Borghi, a u Mefistofele Anna Maria Vuolo, dok je svim izvedbama dirigirao Gino Polisciani. Godine 1897. u Zadru, izvedena je Puccinijeva opera La boheme s jednom od najpoznatijih svjetskih sopranistica u glavnoj ulozi - Emmom Zili (1864-1901). Iznimno gostovanje dogodilo se i 1932. kada je prilikom izvedbe Donizettijeve opere Lucia di Lammermoor gostovala talijanska sopranistica Toti Del Monte.

### Dirigenti
Među najistaknutijim imenima na plakatu su svakako ona dirigenata. Od osnutka kazališta pa do 1890-ih kazališni dirigent bio je Talijan [Antonio Ravasio] (1835-1912), koji je, osim kao dirigent, gotovo pedeset godina djelovao kao pijanist i pedagog u Zadarskom filharmonijskom društvu te kao maestro di cappela zadarske katedrale sv. Stošije. 1879. prilikom izvedbe Lecocquove opere La Madame, gostovao je Talijan Pietro Franceschini, a najugledniji dirigent koji je gostovao u Zadru bio je Zadranin Pietro (Petar) Stermich di Valcrociata koji je već 1895. u Zadru izveo novu Puccinijevu operu Manon Lescaut te dvije godine poslije i Puccinijev La boheme.

### Zborovi i orkestri
Osim dirigenata na plakatima su redovito bili najavljeni i voditelji zborova, a od 1899. do 1913. to su bili Fiorello Traversi, Enrico Diamantini, Pericle Fulignoli, Paolo Lanzini te Riccardo Talpo. Iako rijetko, na opernim plakatima su se navodili i režiseri, a najčešće se spominje Luigi Meillach. Kazališni zbor i orkestar činili su domaći glazbenici, a poznato je da je većina članova orkestra iz staroga Nobile Teatra, nastavila svirati u orkestru Teatra Nuovo. Kazališni orkestar bio je potpomognut glazbenicima iz Gradske i Vojne glazbe, a na pozornici je bio prisutan i mali glazbeni sastav. Jedno je vrijeme prvi violinist kazališta bio i Nikola Strmić (Stermich), otac dirigenta Petra Strmića, a nakon njega tu je ulogu preuzeo Giuseppe Zink koji je počeo u Zadarskom filharmonijskom društvu, potom u Goriziji gdje je studirao glazbu te nakon toga svira drugu violinu u orkestru Eduarda Straussa. Naposljetku se vraća u Goriziju gdje je ostao deset godina. Osim Zinka na plakatu iz 1897. spominje se i harfistica Bianca Forini te orkestar kojega čini čak 40 Professori d'orchestra, mandolinisti, fanfaristi, te mješoviti i zbor od dvanaestoro djece. Na drugom plakatu iz 1906. spominje se i harfistica Elena Lombardi.

## Događanja u Teatru Verdi
Među najznačajnijim koncertima u Teatru Verdi zasigurno je onaj održan u svibnju 1870. povodom skupljanja prihoda za izgradnju novih gradskih perivoja. Na koncertu je sudjelovao veliki broj zadarskih glazbenika: članovi Filharmonije, kazališnog orkestra te vojna glazba pukovnije nadvojvode Alberta, a program je trajao čak tri i pol sata. Uprava je imala bliske odnose s kazališnim svijetom tadašnje Cislajtanije i Kraljevinom Italijom, pratila je specijalizirane časopise za kazališta te pokušavala udovoljiti ukusu većine gledatelja, ali i onih profinjenijeg ukusa.
Sljedeći značajniji koncert dogodio se u svibnju 1881. povodom vjenčanja prijestolonasljednika Rudolfa II. i belgijske princeze Stefanije. Od mnogobrojnih gostujućih glazbenika gostovao je i poznati tršćanski kvartet; osim u Zagrebu, i u Zadru je gostovao u nekoliko navrata, a svakim svojim koncertom obogatili su zadarski repertoar novim djelima „klasičnima i najmodernijima.“
Na pozornici zadarskog kazališta Teatro Nuovo 1885. godine, uprizoreno je i Rossinijevo remek djelo, opera Il barbiere di Siviglia, u hrvatskom prijevodu poznatiji kao Seviljski brijač. Poznati Zadrani Antonio i Gaetano Pini-Corsi, te Antonijeva supruga Clorinda, sudionici su velikog glazbenog događanja. Uz pomoć kazališnih poduzetnika Battare i Dussica, te uza zbor i orkestar Filharmonijskoga društva pod vodstvom Antonija Ravasija, pjevali su braća Pini-Corsi, supruga Clorinda, Petar Dusich tadašnji mladi zadarski pjevač, velikan Frigiotti uz brojne ostale glazbene izvođače.
Početak ratnih događanja zasigurno je značio usporavanje zadarskoga društvenog i kulturnog života. Ako je suditi po tisku, priredbe i koncerti sveli su se na uobičajene i redovite proslave blagdana, te na dobrotvorne manifestacije koje su se u velikoj mjeri priređivale u kazalištu Verdi. Tijekom ratnih godina nije zabilježeno niti jedno gostovanje vezano uz glazbeno-scenski izraz. Veliki udarac dioničarima Kazališta zadao je krah austrijskog novčarstva. Kazalištu „Giuseppe Verdi“ jaka konkurencija bilo je i kino-kazalište „Garibaldi“ i novo kino-kazalište poduzetnika Alda Meštrovića „Nazionale“.Meštrović je nastojao udovoljiti širokom ukusu javnosti izmjenjujući filmske (holivudske, njemačke, francuske i E. N. I. C.19) i varijetske predstave po povoljnim cijenama, a posao mu je naročito procvjetao nakon zatvaranja Kazališta „Verdi“.

## Istaknuti pojedinci
Uz rad Kazališta se vežu i brojni istaknuti pojedinci koji su doprinijeli svojim djelovanjem. Neki od njih su dioničar i vlasnik lože Hubert conte Borelli di Vrana, poduzetnik i veleposjednik Giuseppe Perlini te dioničar i predsjednik uprave Nikola Strmić pl. Valcrociata (glazbenik). Više zanimljivosti o tadašnjim građanima Zadra se može pronaći među dopisima kazališnoj upravi.

## Rušenje kazališta
Tijekom svog postojanja, od same svečane inauguracije, Kazalište Verdi bilo je jedno od najvažnijih mjesta kulturnog života Zadra, ali i „jako uporište zadarskih autonomaša u koje hrvatska riječ nije mogla prodrijeti“. Teatro Verdi, iako neznatno oštećeno u savezničkom bombardiranju tijekom Drugog svjetskog rata, ubrzo je nakon dolaska partizanske vojske srušeno do temelja. Danas u Zadru nema vidljivih znakova ili spomen-ploča koji bi upućivali na postojanje dviju velikih kazališnih zgrada koje su obilježile glazbeni i kazališni život u gradu od godina otvaranja Teatro Nobile 1783. do rušenja Teatro Verdi 1940-ih godina. Time je u nepovrat nestala jedna ne baš nevažna sastavnica zadarskoga kulturnog identiteta. Dana 27. ožujka 1945. u funkciju je stavljeno Kazalište „Nazionale“ koje će se preimenovati u Narodno kazalište. Na otvaranju novonazvanog kazališta bio je predsjednik ZAVNOH-a Vladimir Nazor. Na mjestu nekadašnjeg Kazališta „Verdi“ sagrađena je stambeno-poslovna zgrada.
Novo kazalište zapravo nije ni toliko stradalo da se nije moglo obnoviti, ali mu je pristup bio potpuno zakrčen ruševinama. Prepušteno je devastaciji i propasti, a zadnji su ostatci porušeni 1974.